# Aldo Trivella
Aldo Trivella (Sankt Moritz, 1º aprile 1921 – Chiesa in Valmalenco, 2 giugno 1978) è stato un saltatore con gli sci italiano.

## Biografia
Nato nel 1921, a 26 anni ha preso parte ai Giochi olimpici di Sankt Moritz 1948, nel trampolino normale, unica gara di salto con gli sci in programma, terminando 38º con 176.6 punti.
Ai campionati italiani ha vinto 3 ori, 5 argenti e 1 bronzo nel trampolino normale.